# Attack (film)
Attack is een Amerikaanse oorlogsfilm uit 1956 onder regie van Robert Aldrich. Destijds werd de film in Nederland uitgebracht onder de titel De aanval.

## Verhaal
In 1944 trachten Amerikaanse soldaten onder leiding van luitenant Joe Costa een Duitse bunker in de Belgische Ardennen in te nemen. Tijdens de operatie laat zijn laffe superieur Erskine Cooney hem in de steek.

## Rolverdeling
| Acteur          | Personage                        |
| --------------- | -------------------------------- |
| Jack Palance    | Luitenant Joe Costa              |
| Eddie Albert    | Kapitein Erskine Cooney          |
| Lee Marvin      | Luitenant-kolonel Clyde Bartlett |
| Robert Strauss  | Soldaat Bernstein                |
| Richard Jaeckel | Soldaat Snowden                  |
| Buddy Ebsen     | Sergeant Tolliver                |
| Jon Shepodd     | Korporaal John Jackson           |
| Peter van Eyck  | SS-kapitein                      |
| James Goodwin   | Soldaat Ricks                    |
| Steven Geray    | Otto                             |
| Jud Taylor      | Soldaat Jacob R. Abramowitz      |
| Louis Mercier   | Brouise                          |
| Henry Rowland   | Duitser met de verrekijker       |
| Mike Ragan      | Soldaat met de verrekijker       |
| Ron McNeil      | Soldaat Jones                    |